# Don't you see!
〈Don't you see!〉는 일본의 밴드 ZARD의 19번째 싱글 앨범으로, 1997년 1월 6일 발매되었다. (8cm CD: JBDJ-1023) 사카이 이즈미가 작사, 쿠리바야시 세이이치로가 작곡, 하야마 타케시가 편곡을 담당했는데, 이 곡의 편곡자가 누군가에 관해서는 이견이 있다. 당시 ZARD의 세컨드 엔지니어였던 요시다 유지(吉田悠二)는 〈Don't you see!〉의 다양한 버전이 존재했노라고 이야기했는데, 하야마 타케시가 분명히 CD 싱글에 수록된 버전을 듣고서는 "이건 내 편곡이 아니다."라고 이야기한적이 있다며 회상했다. 한편, 이 노래는 토리야마 아키라 원작의 TV 애니메이션 《드래곤볼 GT》의 엔딩곡으로 사용되었다.
B사이드 곡은 〈돌아오지 않는 시간 속에서〉(帰らぬ時間の中で)이며, 사카이 이즈미 작사, 토쿠나가 아키히토(徳永暁人) 작곡 ·  편곡의 곡이다. 이 곡은 닛폰 TV에서 방송된 《이매진》(いま人)의 오프닝 테마곡으로 사용되었다.
싱글은 오리콘 차트 주간 싱글차트에서 1위를 기록했으며, 14주간 차트에 머물렀다.

## 수록곡
| #            | 제목                                                 | 작사          | 작곡                  | 편곡              | 재생 시간 |
| ------------ | ---------------------------------------------------- | ------------- | --------------------- | ----------------- | --------- |
| 1.           | 〈〈Don't you see!〉〉                               | 사카이 이즈미 | 쿠리바야시 세이이치로 | 하야마 타케시     | 5:03      |
| 2.           | 〈〈돌아오지 않는 시간 속에서〉〉 (帰らぬ時間の中で) | 사카이 이즈미 | 토쿠나가 아키히토     | 토쿠나가 아키히토 | 3:26      |
| 3.           | 〈〈Don't you see!〉〉 (Original Karaoke)            |               |                       |                   | 5:02      |
| 4.           | 〈〈돌아오지 않는 시간 속에서〉〉 (Original Karaoke) |               |                       |                   | 3:24      |
| 총 재생 시간 | 총 재생 시간                                         | 총 재생 시간  | 총 재생 시간          | 총 재생 시간      | 16:55     |